# Dębnowola (gmina Warka)
Dębnowola – wieś sołeckaw Polsce położona w województwie mazowieckim, w powiecie grójeckim, w gminie Warka.
Wieś położona jest na północ od Warki, przy drodze wojewódzkiej nr 731.
Pierwsza pisana wzmianka o wsi pochodzi z roku 1429, kiedy jest ona wymieniana jako jedna z wsi należących do nowo powstałej parafii w Ostrołęce. Na początku XVI w. jest notowana pod nazwą Volya canonicali - nazwa ta wskazuje, że wieś należała do duchowieństwa (do kanonika - najpewniej z kolegiaty św. Jana w W-wie).
W roku 1564 dzierżawcą wsi Dembna Volija [Dębnowola] był Mikołaj Zgorzelski, a w roku 1578 Jan Wolski (kanonik warszawski). Leżała w powiecie wareckim w Ziemi Czerskiej i należała do parafii w Ostrołęce.
Według zapisów z wizytacji w 1603 r. – dziesięcina ze wsi należała do plebanii w Ostrołęce.
Dębnowola wchodziła w skład dóbr królewskich, które car Mikołaj I przekazał w roku 1827 Skarbowi Królestwa Polskiego. 
W roku 1833 należała do Dóbr Konary.
Po roku 1867 (po uwłaszczeniu chłopów) we wsi było 15 osad na 99 morgach. Folwark Ksawerów miał pow. 775 mórg w tym 739 uprawnych. Prowadzono w nim 12-polowy płodozmian. W folwarku były 2 budynki murowane i 14 drewnianych. Wieś należała do Gminy Konary. We wsi był też wiatrak, a w folwarku gorzelnia. Folwark wchodził w skład dóbr Konary.
W 1905 roku właścicielem majątku w Dębnowoli był Seweryn Gerlicz, a wieś obsługiwała poczta w Warce. Po I wojnie światowej należała do gminy Konary, która później miała siedzibę w Klonowej Woli. 
1929 - właścicielem majątku o pow. 536 ha był Gabriel Gerlicz. W tym okresie we wsi były 3 wiatraki. 
W sierpniu 1944 roku wysiedlono mieszkańców. W roku 1946 rozparcelowano majątek ziemski (folwark Ksawerów). Ziemia była pełna niewypałów i min. 
Do lat 90. funkcjonowała rolnicza spółdzielnia produkcyjna. W latach 60. powstało kółko rolnicze, przeniesiono z Konar ośrodek zdrowia do nowo postawionego budynku w obrębie parku dworskiego. Pod koniec lat '90 przychodnię zlikwidowano, a wkrótce potem jej budynek zburzono. Resztki samego parku zachowały się do dziś i obecnie są własnością prywatną.
Wieś ma założony w latach 70. wodociąg z własnego ujęcia z poziomu piętra kredowego. 
We wsi była szkoła podstawowa, zamieniona obecnie na Publiczne Gimnazjum im. księdza Pawła Heintscha dla dzieci z obwodu szkolnego w Konarach i Ostrołęce oraz dawnego dębnowolskiego.
W latach 1975–1998 miejscowość należała administracyjnie do województwa radomskiego.